# Pia (Pireneje Wschodnie)
Pia – miejscowość i gmina we Francji, w regionie Oksytania, w departamencie Pireneje Wschodnie.
Według danych na rok 1990 gminę zamieszkiwało 4105 osób, a gęstość zaludnienia wynosiła 311 osób/km² (wśród 1545 gmin Langwedocji-Roussillon Pia plasuje się na 84. miejscu pod względem liczby ludności, natomiast pod względem powierzchni na miejscu 596.).

## Populacja

Populacja Pia w latach 1962–2008